# 邓廷罗
邓廷罗，清朝人，是一名清朝政治人物。
邓廷罗曾于康熙二年(1663年)接替钱震朗任漳州府知府一职，康熙三年(1664年)由王得善接任。